# Turecko na Letních olympijských hrách 1952
Turecko se účastnilo Letní olympiády 1952 ve finských Helsinkách. Zastupovalo ho 51 sportovců (všichni muž) v 4 sportech.

## Medailisté
| Medaile | Jméno        | Sport | Soutěž                   |
| ------- | ------------ | ----- | ------------------------ |
| Zlato   | Hasan Gemici | Zápas | muži volný styl do 52 kg |
| Zlato   | Bayram Şit   | Zápas | muži volný styl do 62 kg |
| Bronz   | Adil Atan    | Zápas | muži volný styl do 87 kg |